# Leptogenys antillana
Leptogenys antillana é uma espécie de formiga do gênero Leptogenys, pertencente à subfamília Ponerinae.